# Гордон Кихот
Гордон Кихот — российская телепрограмма, выходившая на «Первом канале». Ведущий — Александр Гордон. «Первый канал» и продюсер Наталья Никонова позиционировали данную передачу как ток-шоу, хотя проект также можно было назвать авторским.

## Структура передачи
Название представляет собой слияние фамилии ведущего передачи Александра Гордона с героем романа Сервантеса — Дон Кихотом, который, как известно, также боролся с ветряными мельницами. Цель программы: борьба с «ветряными мельницами» — раздражающими миражами и образами в СМИ, книгах и в окружающей действительности.
Должен, наверное, объяснить. И начну я с глубокой юности, когда каждый из нас приобретает какие-то идеалы и начинает понимать, что такое хорошо и что такое плохо. И с юношеским энтузиазмом кидается на защиту этих идеалов, высоко поднимая их знамя. Но жизнь — хитрая штука и устроена так, что рано или поздно она нам начинает нашёптывать компромиссы. Проходит какое-то время, и в один хмурый вечер в пасмурном уже возрасте ты начинаешь понимать, что идеалы твои сдулись, копьё твоё сломано, знамя твоё — тряпка… И жгучий стыд охватывает тебя: как это случилось со мной?! И вот, оглядываясь по сторонам, ты видишь, что во многом и из-за тебя жизнь изменилась. Ты даёшь себе слово выйти на бой, пусть даже заранее проигранный бой.Александр Гордон
В центре программы: борьба А. Гордона с его гостем. Зал разделён на два лагеря. Каждый участник из одного лагеря может сразиться с участником другого: для этого требуется выйти в центр зала к столу.
Чаще всего гостями передачи становились люди, которые, по мнению А. Гордона (он подчёркивает, что всё, что он отстаивает, является его субъективной точкой зрения), наносили или могли нанести вред общественному сознанию и окружающим людям, чьи поступки вызывают общественный резонанс, иногда — явления. Последний выпуск программы вышел 30 июля 2010 года.

## Гости программы
Премьера телепередачи состоялась в самый разгар «мёртвого сезона». Гостем первой передачи стал автор скандально известных романов «Духless. Повесть о ненастоящем человеке» и «The Тёлки. Повесть о ненастоящей любви» Сергей Минаев. Среди гостей передачи были предприниматели (Сергей Мавроди), политики (Владимир Жириновский), музыканты (Михаил Шуфутинский, Михаил Турецкий), юмористы (Михаил Задорнов, резиденты Comedy Club) и другие известные люди.
В 2009 году программа «Гордон Кихот» претерпела серьёзные изменения: «ветряными мельницами», с которыми борется Александр Гордон, стали не отдельные личности, а целые явления.

## Список выпусков
| №  | Дата выпуска     | Тема выпуска          |
| -- | ---------------- | --------------------- |
| 1  | 3 июля 2008      | Сергей Минаев         |
| 2  | 10 июля 2008     | Сергей Мавроди        |
| 3  | 19 сентября 2008 | Михаил Задорнов       |
| 4  | 3 октября 2008   | Ксения Собчак         |
| 5  | 10 октября 2008  | Виктор Ерофеев        |
| 6  | 17 октября 2008  | Никас Сафронов        |
| 7  | 24 октября 2008  | Михаил Шуфутинский    |
| 8  | 1 ноября 2008    | Михаил Турецкий       |
| 9  | 7 ноября 2008    | «Comedy Club»         |
| 10 | 19 февраля 2009  | Николай Усков         |
| 11 | 13 марта 2009    | Владимир Жириновский  |
| 12 | 3 апреля 2009    | Геннадий Зданович     |
| 13 | 12 декабря 2009  | Глобальное потепление |
| 14 | 5 февраля 2010   | Российский футбол     |
| 15 | 12 февраля 2010  | Доллар                |
| 16 | 16 апреля 2010   | Курение               |
| 17 | 23 апреля 2010   | СПИД                  |
| 18 | 14 мая 2010      | Никита Михалков       |
| 19 | 30 июля 2010     | Клонирование человека |

## Награды
Эфир программы «Гордон Кихот» на тему Союза кинематографистов России в сентябре 2010 года стал лауреатом премии «ТЭФИ-2010».